# Château ancien de La Garnache
 (décembre 2016).
Si vous disposez d'ouvrages ou d'articles de référence ou si vous connaissez des sites web de qualité traitant du thème abordé ici, merci de compléter l'article en donnant les références utiles à sa vérifiabilité et en les liant à la section « Notes et références ».
Le vieux château de La Garnache est un château historique situé à La Garnache dans le département de la Vendée en région Pays de la Loire.

## Historique
[réf. souhaitée]Le château de la Garnache serait un des plus vieux de Vendée. Une motte castrale fut érigée au Xe siècle. La Garnache étant une terre située au croisement de la Bretagne, du Poitou anglais et du royaume de France tentant d'y rétablir le pouvoir, en plus des marais salants tout proches, une forteresse y fut construite en 1045. Un château fort en pierres fut reconstruit au XIIIe siècle, constitué de six tours rondes et une tour carrée, reliées par des courtines. Une ville fortifiée y a été établie autour, et ces fortifications existaient encore au XVIIe siècle, comme l'attestent les plans effectués par Mathieu Mérian et Christophe Tassin.
[réf. souhaitée]Sa destruction survient lors du règne de Louis XIII, qui ordonne son démantèlement en 1631 sur les conseils de Richelieu afin de lutter contre de nombreux protestants y habitant.
Plusieurs historiens[Lesquels ?] comme Charles Mourain de Sourdeval ont indiqué[Où ?] que la décision de raser le château de La Garnache a été prise par Louis XIII, le 25 avril 1622 à Apremont, après la Bataille de l'île de Ré. Et « le 10 Juillet dudit temps, la grande Tour Pont du Château fut fait tomber par terre » (Affiches du Poitou du 7 décembre 1780). 
Les tours sont inscrites aux titre des monuments historiques depuis 1925.
En 2017, la résidence privée englobant le château est à vendre pour 997 500 € et le maire de la commune décide d'organiser un référendum local le 2 avril pour savoir si la commune doit s'en porter acquéreur Proposition rejetée à 66% avec 45% de taux de participation. Le prix est descendu à 790 000 Euros. L'article d'OUEST FRANCE en date du 29/12/2021, après avoir mentionné aussi les efforts d'une association patrimoniale locale, donne finalement le nom du nouvel acquéreur, un proche du maire.[Passage à actualiser].

## Description
Sous le château, un souterrain qui s'ouvre dans la tour de l'Est passe sous la motte et débouche à proximité de celui de situé sous la motte indépendant des caves de l'ancien château. Ce dernier, un long couloir débouche au sud sur les bords du ruisseau la Seudre et se termine au nord par une chambre quasi circulaire, sans banquette.